# Doppelseescharte
Die Doppelseescharte (älter auch Seejöchli) ist ein 2786 m ü. A. hoher Pass im Verwall in Tirol. Sie liegt zwischen St. Anton am Arlberg im Stanzer Tal und Ischgl im Paznaun.

## Lage und Landschaft
Das Joch liegt zwischen Rauteturm (2825 m ü. A.) und Rautekopf (2849 m ü. A.) westlich und den  Seeköpfen (Südlicher ca. 3053 m ü. A., Nördlicher 3061 m ü. A.) östlich, und quert damit den Hauptkamm des Verwall.
Südlich erstreckt sich über Ischgl (1376 m ü. A.) die Madleinalpe. Hier liegt direkt unterhalb auf 2437 m ü. A. der Madleinsee, der dann über den Madleinbach zur Trisanna entwässert. Nördlich erstreckt sich das Hintere Kartell, das westlichere Hochtal des Moosbachs. Hier führt es über den Kartellspeicher auf 2020 m ü. A. nach St. Anton (Brücke der Rosanna 1300 m ü. A., der Ort 1284 m ü. A.).
Ihren Namen hat sie von den beiden Seen, auf älteren Karten findet es sich auch noch als Seejöchli.
Nördlich im Hochtal liegt ein Blockgletscher, ein schuttüberdeckter Gletscherrest eines noch in den 1970ern vorhandenen kleineren Gletschers.
An der Doppelseescharte gliedert man die Verwallgruppe in die Kuchenspitzgruppe um die Kuchenspitze und Küchlspitze westlich und die Kartellgruppe um Saumspitze und Fatlarspitze nordöstlich.

## Erschließung und Wege
Die Doppelseescharte überquert man, wenn man von Ischgl zur Darmstädter Hütte aufsteigt, die auf 2384 m ü. A. über dem Kartellsee liegt. Der Weg führt vom Ort über die Madleinalpe – Madleinsee zum Joch, und auf der anderen Seite ein Stück den Advokatenweg, einen Abschnitt der Verwall-Höhenwege, westwärts.
Der Wanderweg geht nicht über die unpassierbare tiefste Stelle im Kamm (ca. 2770 m ü. A.), sondern etwa 100 Meter östlich davon über die Schulter.
Im fließenden Blockgletscher des Nordanstiegs fehlen Wegmarkierungen, es sind einige Steinmanderl gesetzt.